# Excorallana berbicensis
Excorallana berbicensis là một loài chân đều trong họ Corallanidae. Loài này được Boone miêu tả khoa học năm 1918.